# Saint-Martin-Petit
Saint-Martin-Petit – miejscowość i gmina we Francji, w regionie Nowa Akwitania, w departamencie Lot i Garonna.
Według danych na rok 1990 gminę zamieszkiwały 384 osoby, a gęstość zaludnienia wynosiła 60 osób/km² (wśród 2290 gmin Akwitanii Saint-Martin-Petit plasuje się na 806. miejscu pod względem liczby ludności, natomiast pod względem powierzchni na miejscu 1328.).